# فريدريك لوتشيان هوسمر
فريدريك لوتشيان هوسمر (بالإنجليزية: Frederick Lucian Hosmer)‏ هو كاتب ترانيم أمريكي، ولد في 1840، وتوفي في 1929.